# 圣弥额尔别墅

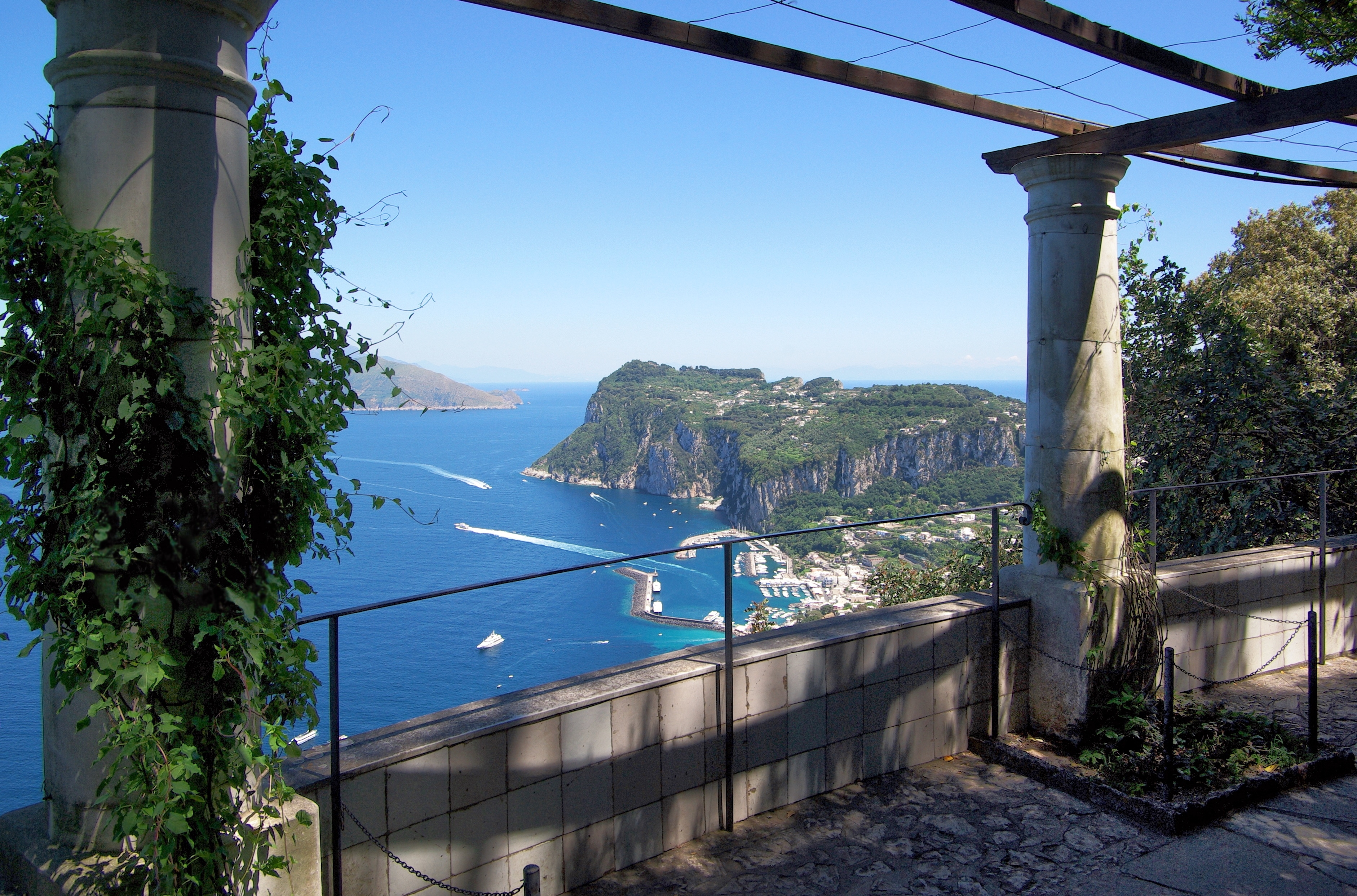
从圣弥额尔别墅向东看大港

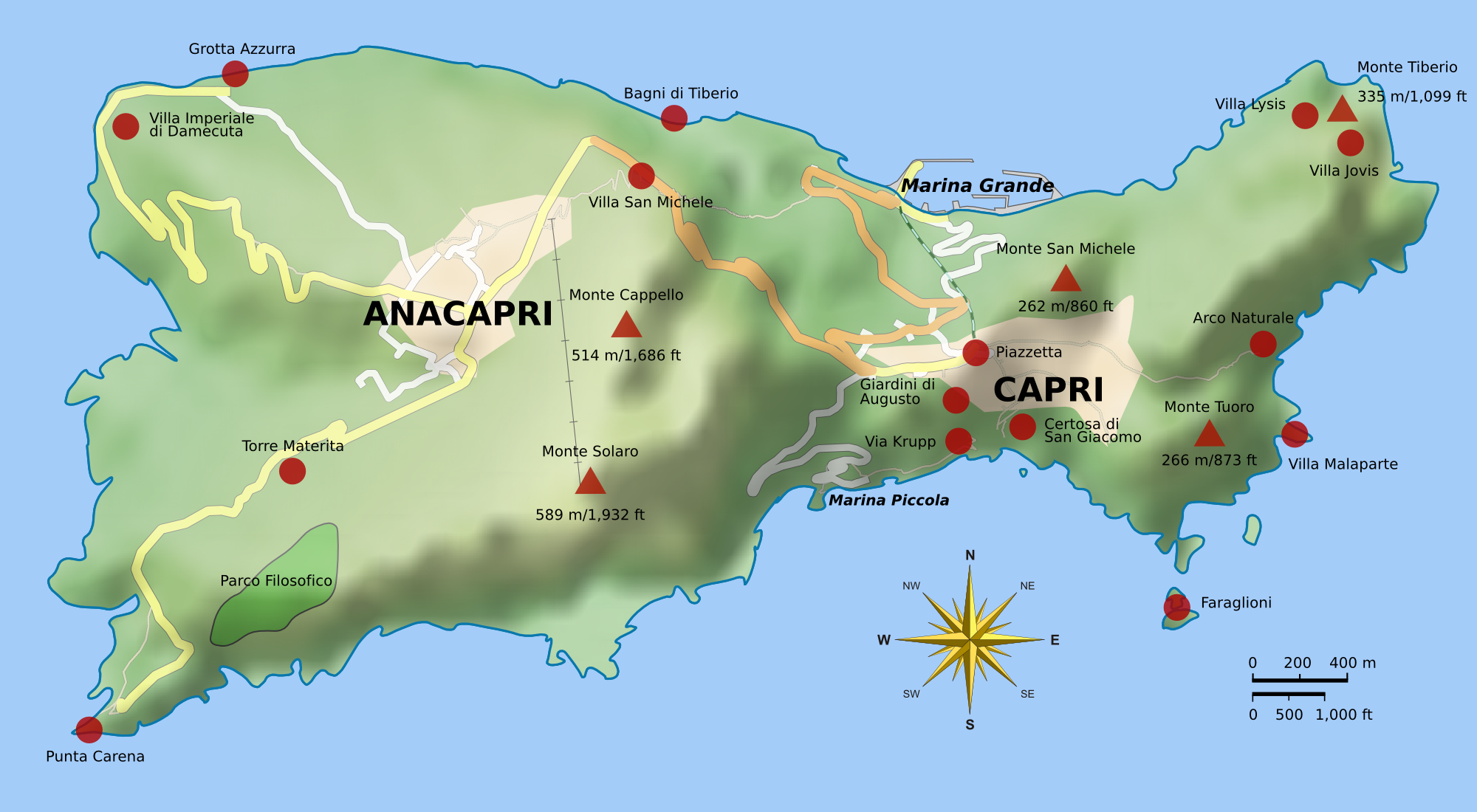
位置

圣弥额尔别墅（Villa San Michele）位于意大利卡普里岛，阿纳卡普里东北部，腓尼基阶梯顶部，海拔高度327米。由瑞典医生和作家阿克塞尔·蒙特建于20世纪初，在其花园可以欣赏到卡普里镇、大港、索伦托半岛和维苏威火山的全景。
圣弥额尔别墅的花园装饰有许多古代艺术品，现在是“伟大的意大利花园”（Grandi Giardini Italiani）之一。
阿克塞尔·蒙特在他的书《圣米歇尔的故事》中记载了该别墅的故事，该书首次出版于1929年，从那时起多次再版。
苏格兰作家康普顿·麦肯齐在他的日记中记载，在1919年和1920年，蒙特不情愿地把别墅租给离谱的社交名媛路易莎·卡萨蒂。

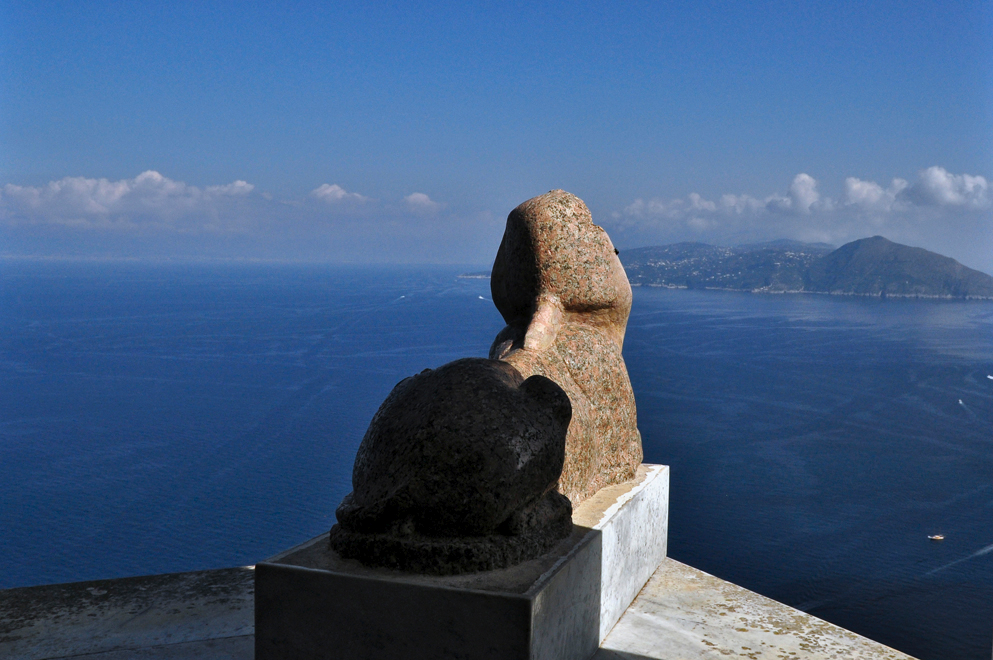
斯芬克斯
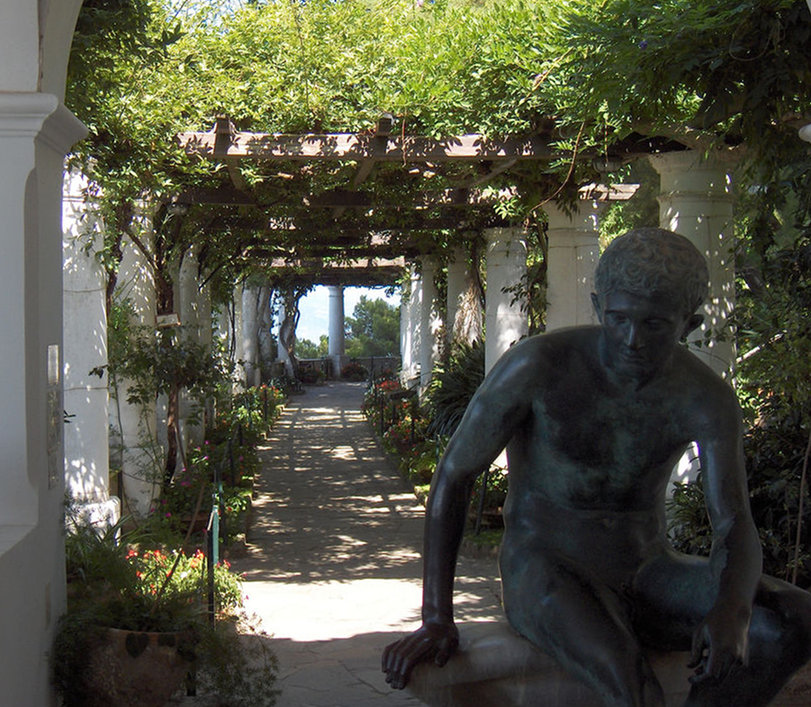
罗马雕塑
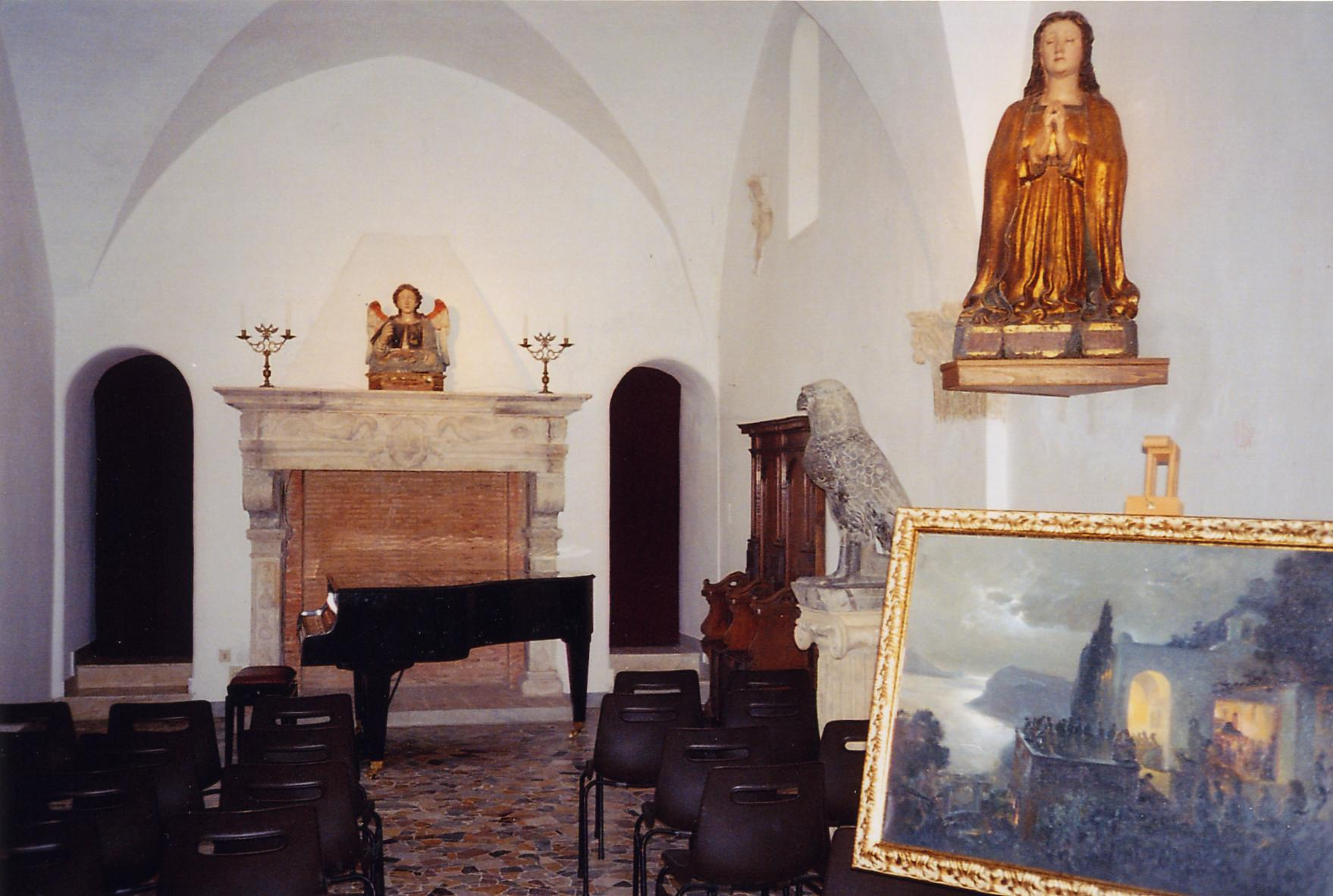
小堂
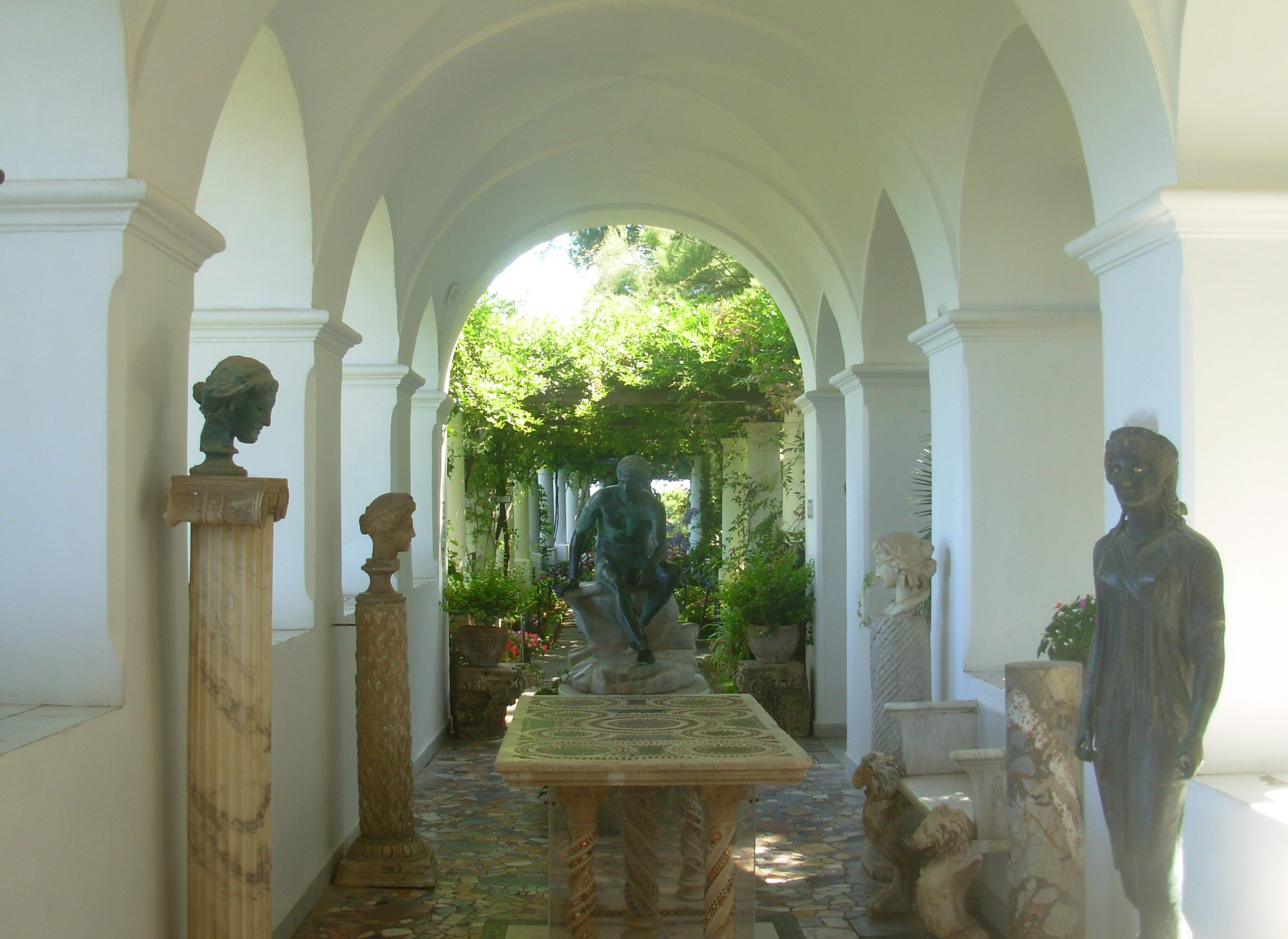
内部
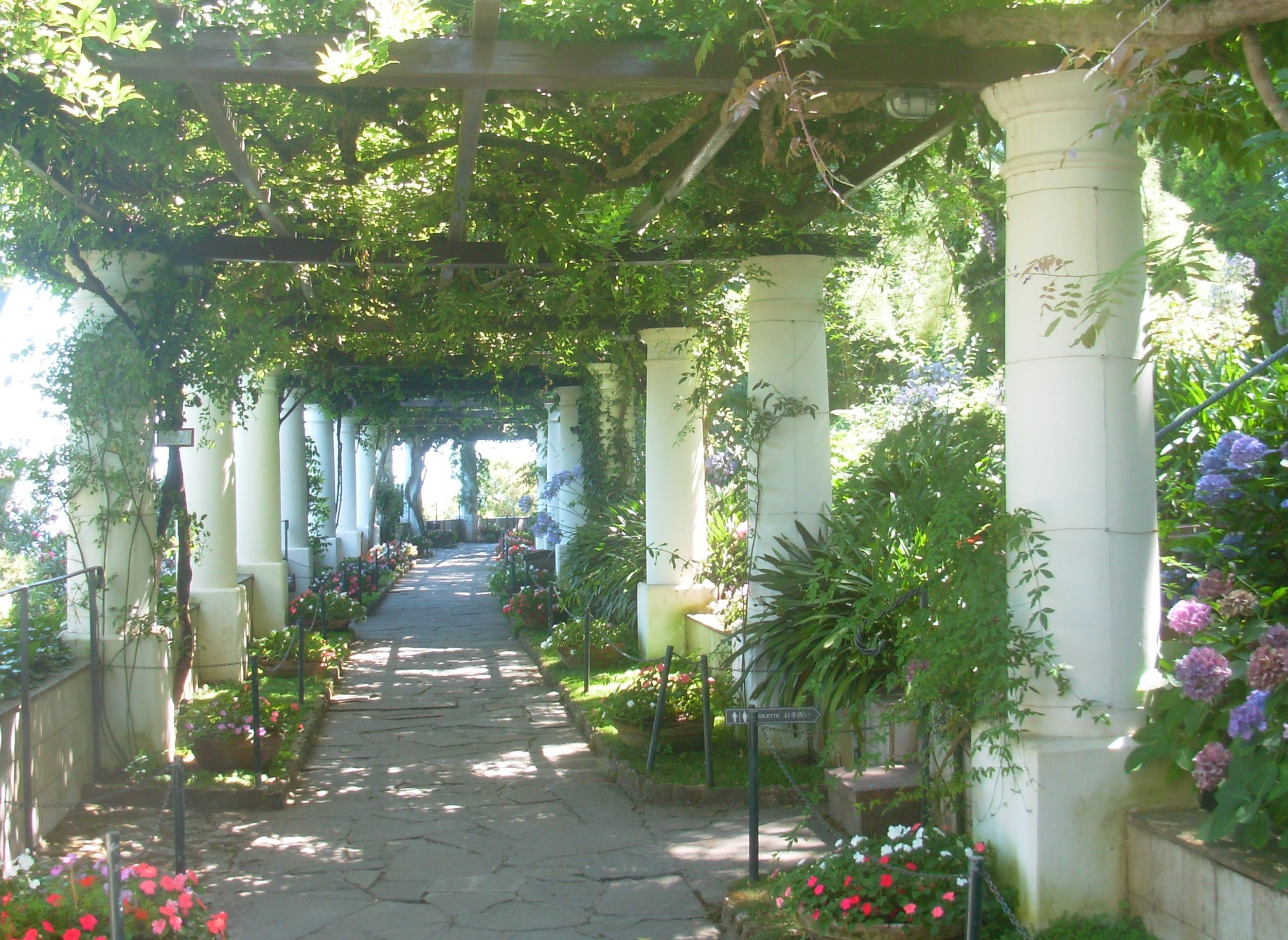
凉廊
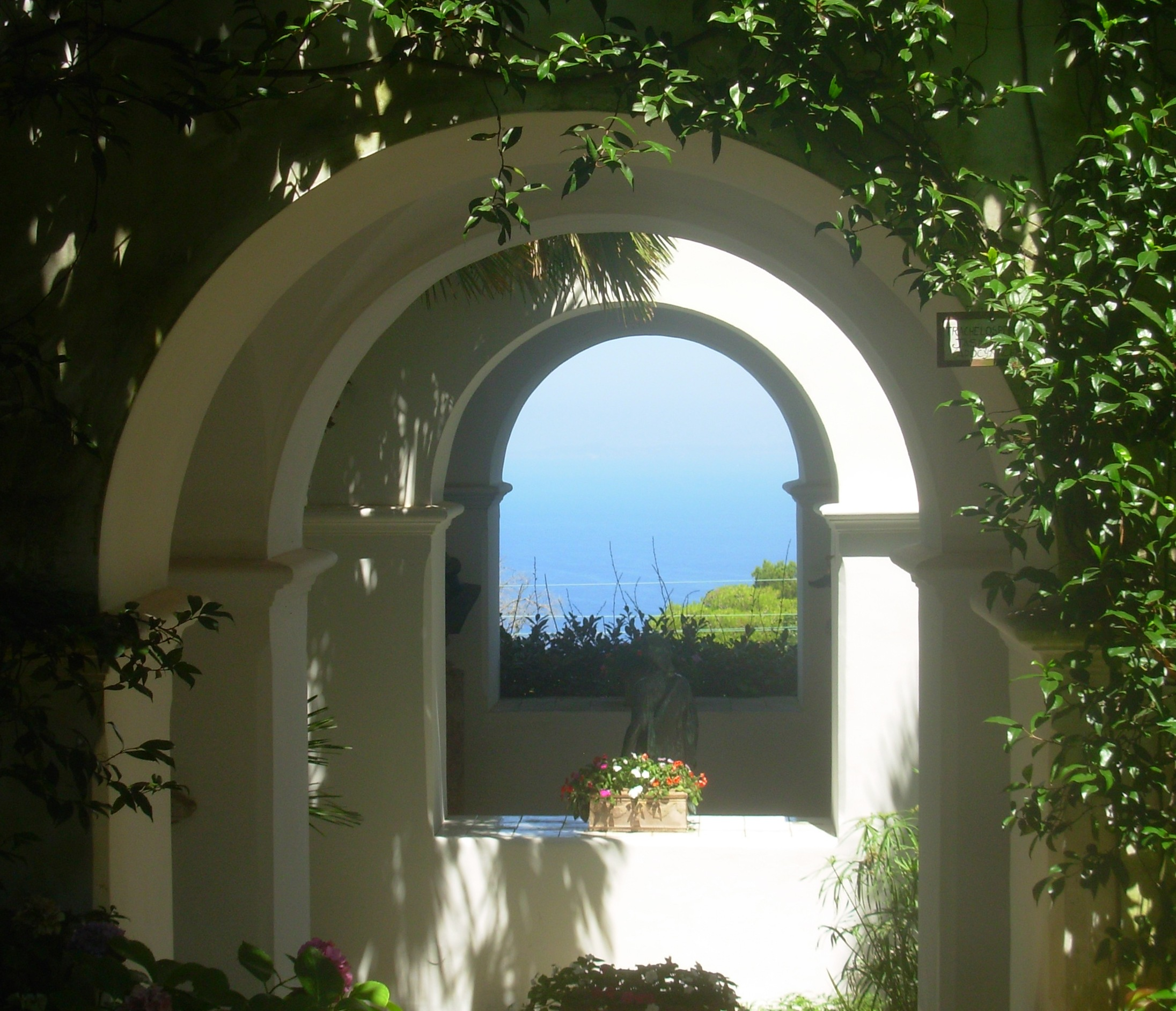
从圣弥额尔别墅看海景